# Alcalá de Henares
Alcalá de Henares és una ciutat de la Comunitat de Madrid (Espanya). La seva població és de 203 924 habitants (2012), i té l'honor de ser Ciutat Patrimoni Mundial, segons la UNESCO, des de 1998. També és la ciutat natal de diversos personatges il·lustres: Miguel de Cervantes, autor del Quixot; i Manuel Azaña, el darrer president de la II República Espanyola.

## Etimologia
El nom prové del castell, en àrab alqalaʿa, sobre el riu Henares, prop de la confluència amb el riu Jarama. En castellà antic s'anomenava Alcalá de Fenares, i en català es pot trobar ocasionalment com Alcalà de Fenars.

## Història

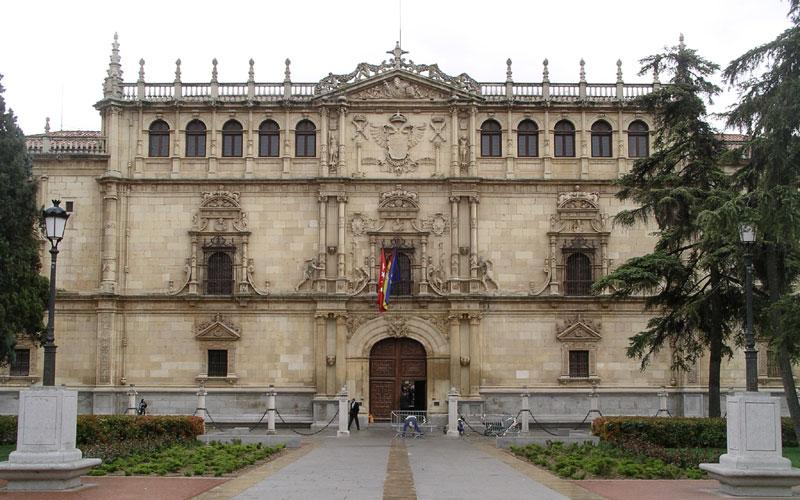
Façana de la Universitat Cisneriana

Els orígens de la ciutat d'Alcalá es remunten a l'època prehistòrica. El primer assentament va ser al Cerro del Viso. Amb l'arribada dels romans, la ciutat va passar al pla i va rebre el nom de Complutum ('entre les aigües'). La ciutat no va perdre el seu pes durant l'època visigòtica, i va ser seu de bisbat.
Després de la invasió dels àrabs el 711, va ser destruïda i, més tard, reconstruïda amb el nom d'Alqal a'Nahar (el castell sobre l'Henares). Va adquirir importància amb la designació com a lloc de descans de l'arquebisbe de Toledo a la fi del segle xv. El 1499 començà la construcció de la Universitat Complutense, una de les més antigues de tot Europa, i que serviria com a model a les universitats fundades a l'Amèrica del Sud en els segles posteriors. L'acció dinamitzadora de la Universitat va propiciar una època d'esplendor per a la ciutat, entre els segles xvi i xvii, quan va esdevenir un dels centres més importants de la cultura castellana. En aquesta època van estudiar a Alcalá, d'entre altres, Elio Antonio de Nebrija (autor de la primera gramàtica d'una llengua vulgar europea), Tomás de Villanueva (que fou arquebisbe de València), Ginés de Sepúlveda, Ignasi de Loiola, Domingo de Soto, Ambrosio de Morales, Arias Montano, Juan de Mariana, Francisco Vallés de Covarrubias, Joan de la Creu, Lope de Vega, Quevedo, etc.
En 1803 es creà l'Acadèmia d'Enginyers d'Alcalá de Henares, que traslladava l'Acadèmia Militar de Barcelona. Les desamortitzacions del segle xix es van emportar la universitat a Madrid, i amb aquest esdeveniment la ciutat es va enfonsar en un període de decadència, del qual va sortir durant el segle xx, de primer com a ciutat dormitori i més tard com a ciutat industrial però que, a diferència de les altres ciutats de la rodalia de Madrid, ha sabut conservar una personalitat pròpia. El 1977 es refunda la Universitat d'Alcalá.

## Alcalaïns il·lustres
Escriptors
- Miguel de Cervantes
- Juan Ruiz, Arxipreste d'Hita

Reis i noblesa

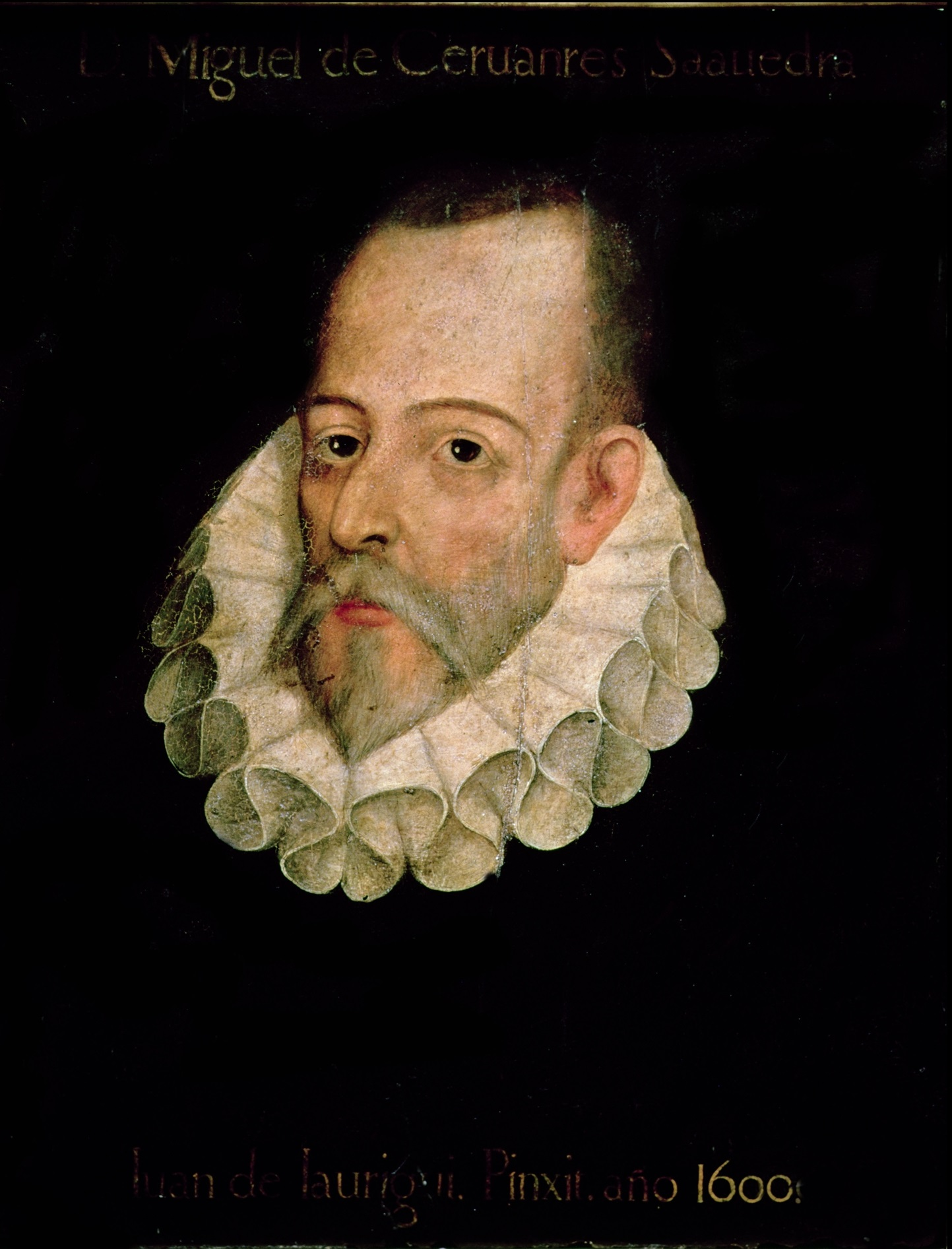
Miguel de Cervantes.

- Ferran I del Sacre Imperi Romanogermànic
- Caterina d'Aragó, reina consort del Regne d'Anglaterra

Polítics
- Manuel Azaña, president de la Segona República Espanyola
- Rafael Henche de la Plata, polític socialista

Arquitectes
- Pedro de Gumiel

Actors i cantants
- Daniel Diges

Esportistes
- Demetrio Lozano
- Rafael Guijosa